# Grand Prix Ruska 2016
Grand Prix Ruska 2016 (oficiálně 2016 Formula 1 Russian Grand Prix) se jela na okruhu Sochi Autodrom v Soči v Rusku dne 1. května 2016. Závod byl čtvrtým v pořadí v sezóně 2016 šampionátu Formule 1.

## Kvalifikace
| Poř.                       | No. | Jezdec            | Konstruktér               | Časy v kvalifikaci | Časy v kvalifikaci | Časy v kvalifikaci | Pořadí na startu |
| Poř.                       | No. | Jezdec            | Konstruktér               | Q1                 | Q2                 | Q3                 | Pořadí na startu |
| -------------------------- | --- | ----------------- | ------------------------- | ------------------ | ------------------ | ------------------ | ---------------- |
| 1                          | 6   | Nico Rosberg      | Mercedes                  | 1:36.119           | 1:35.337           | 1:35.417           | 1                |
| 2                          | 5   | Sebastian Vettel  | Ferrari                   | 1:36.555           | 1:36.623           | 1:36.123           | 7                |
| 3                          | 77  | Valtteri Bottas   | Williams-Mercedes         | 1:37.746           | 1:37.140           | 1:36.536           | 2                |
| 4                          | 7   | Kimi Räikkönen    | Ferrari                   | 1:36.976           | 1:36.741           | 1:36.663           | 3                |
| 5                          | 19  | Felipe Massa      | Williams-Mercedes         | 1:37.753           | 1:37.230           | 1:37.016           | 4                |
| 6                          | 3   | Daniel Ricciardo  | Red Bull Racing-TAG Heuer | 1:38.091           | 1:37.569           | 1:37.125           | 5                |
| 7                          | 11  | Sergio Pérez      | Force India-Mercedes      | 1:38.006           | 1:37.282           | 1:37.212           | 6                |
| 8                          | 26  | Daniil Kvjat      | Red Bull Racing-TAG Heuer | 1:38.265           | 1:37.606           | 1:37.459           | 8                |
| 9                          | 33  | Max Verstappen    | Toro Rosso-Ferrari        | 1:38.123           | 1:37.510           | 1:37.583           | 9                |
| 10                         | 44  | Lewis Hamilton    | Mercedes                  | 1:36.006           | 1:35.820           | Bez času           | 10               |
| 11                         | 55  | Carlos Sainz Jr.  | Toro Rosso-Ferrari        | 1:37.784           | 1:37.652           |                    | 11               |
| 12                         | 22  | Jenson Button     | McLaren-Honda             | 1:38.332           | 1:37.701           |                    | 12               |
| 13                         | 27  | Nico Hülkenberg   | Force India-Mercedes      | 1:38.562           | 1:37.771           |                    | 13               |
| 14                         | 14  | Fernando Alonso   | McLaren-Honda             | 1:37.971           | 1:37.807           |                    | 14               |
| 15                         | 8   | Romain Grosjean   | Haas-Ferrari              | 1:38.383           | 1:38.055           |                    | 15               |
| 16                         | 21  | Esteban Gutiérrez | Haas-Ferrari              | 1:38.678           | 1:38.115           |                    | 16               |
| 17                         | 20  | Kevin Magnussen   | Renault                   | 1:38.914           |                    |                    | 17               |
| 18                         | 30  | Jolyon Palmer     | Renault                   | 1:39.009           |                    |                    | 18               |
| 19                         | 12  | Felipe Nasr       | Sauber-Ferrari            | 1:39.018           |                    |                    | 19               |
| 20                         | 94  | Pascal Wehrlein   | MRT-Mercedes              | 1:39.399           |                    |                    | 20               |
| 21                         | 88  | Rio Haryanto      | MRT-Mercedes              | 1:39.463           |                    |                    | 21               |
| 22                         | 9   | Marcus Ericsson   | Sauber-Ferrari            | 1:39.519           |                    |                    | 22               |
| 107% času vítěze: 1:42.726 |     |                   |                           |                    |                    |                    |                  |
| Zdroj:                     |     |                   |                           |                    |                    |                    |                  |

Poznámky
1. ↑  Sebastian Vettel obdržel trest posunu o 5 míst vzad za neplánovanou výměnu převodovky.

## Závod
| Poř.   | No. | Jezdec            | Konstruktér               | Počet kol | Čas/Odstoupení   | Pořadí na startu | Body |
| ------ | --- | ----------------- | ------------------------- | --------- | ---------------- | ---------------- | ---- |
| 1      | 6   | Nico Rosberg      | Mercedes                  | 53        | 1:32:41.997      | 1                | 25   |
| 2      | 44  | Lewis Hamilton    | Mercedes                  | 53        | +25.022          | 10               | 18   |
| 3      | 7   | Kimi Räikkönen    | Ferrari                   | 53        | +31.998          | 3                | 15   |
| 4      | 77  | Valtteri Bottas   | Williams-Mercedes         | 53        | +50.217          | 2                | 12   |
| 5      | 19  | Felipe Massa      | Williams-Mercedes         | 53        | +1:14.527        | 4                | 10   |
| 6      | 14  | Fernando Alonso   | McLaren-Honda             | 52        | +1 kolo          | 14               | 8    |
| 7      | 20  | Kevin Magnussen   | Renault                   | 52        | +1 kolo          | 17               | 6    |
| 8      | 8   | Romain Grosjean   | Haas-Ferrari              | 52        | +1 kolo          | 15               | 4    |
| 9      | 11  | Sergio Pérez      | Force India-Mercedes      | 52        | +1 kolo          | 6                | 2    |
| 10     | 22  | Jenson Button     | McLaren-Honda             | 52        | +1 kolo          | 12               | 1    |
| 11     | 3   | Daniel Ricciardo  | Red Bull Racing-TAG Heuer | 52        | +1 kolo          | 5                |      |
| 12     | 55  | Carlos Sainz Jr.  | Toro Rosso-Ferrari        | 52        | +1 kolo          | 11               |      |
| 13     | 30  | Jolyon Palmer     | Renault                   | 52        | +1 kolo          | 18               |      |
| 14     | 9   | Marcus Ericsson   | Sauber-Ferrari            | 52        | +1 kolo          | 22               |      |
| 15     | 26  | Daniil Kvjat      | Red Bull Racing-TAG Heuer | 52        | +1 kolo          | 8                |      |
| 16     | 12  | Felipe Nasr       | Sauber-Ferrari            | 52        | +1 kolo          | 19               |      |
| 17     | 21  | Esteban Gutiérrez | Haas-Ferrari              | 52        | +1 kolo          | 16               |      |
| 18     | 94  | Pascal Wehrlein   | MRT-Mercedes              | 51        | +2 kola          | 20               |      |
| Ret    | 33  | Max Verstappen    | Toro Rosso-Ferrari        | 33        | Pohonná jednotka | 9                |      |
| Ret    | 5   | Sebastian Vettel  | Ferrari                   | 0         | Kolize           | 7                |      |
| Ret    | 27  | Nico Hülkenberg   | Force India-Mercedes      | 0         | Kolize           | 13               |      |
| Ret    | 88  | Rio Haryanto      | MRT-Mercedes              | 0         | Kolize           | 21               |      |
| Zdroj: |     |                   |                           |           |                  |                  |      |

## Průběžné pořadí po závodě
Pohár jezdců
|   | Pořadí | Jezdec           | Body |
| - | ------ | ---------------- | ---- |
|   | 1      | Nico Rosberg     | 100  |
|   | 2      | Lewis Hamilton   | 57   |
| 2 | 3      | Kimi Räikkönen   | 43   |
| 1 | 4      | Daniel Ricciardo | 36   |
| 1 | 5      | Sebastian Vettel | 33   |

Pohár konstruktérů
|  | Pořadí | Konstruktér               | Body |
|  | ------ | ------------------------- | ---- |
|  | 1      | Mercedes                  | 157  |
|  | 2      | Ferrari                   | 76   |
|  | 3      | Red Bull Racing-TAG Heuer | 57   |
|  | 4      | Williams-Mercedes         | 51   |
|  | 5      | Haas-Ferrari              | 22   |